# باز برفی
باز برفی (انگلیسی: The Snow Hawk) یک فیلم صامت کمدی سیاه‌وسفید به کارگردانی اسکات پمبروک و جو راک است که در سال ۱۹۲۵ منتشر شد. از بازیگران آن می‌توان به استن لورل و گلن کاوندر اشاره کرد.